# Rouvres-Saint-Jean
Rouvres-Saint-Jean è un comune francese di 289 abitanti situato nel dipartimento del Loiret nella regione del Centro-Valle della Loira.

## Società

### Evoluzione demografica
Abitanti censiti